# Щирское
Щирское — озеро в Марьинской волости Струго-Красненкого района Псковской области, к северу от посёлка Струги Красные.
Площадь — 8,2 км² (820 га). Максимальная глубина — 11,5 м, средняя глубина — 2,9 м.
На берегу озера расположены деревни Бровск, Щир, Выборово, Заозерье.
Сточное. Относится к бассейну реки Чёрной, притоку Плюссы.
Тип озера плотвично-окуневый с уклеей. Массовые виды рыб: щука, плотва, окунь, уклея, ерш, карась, вьюн.
Для озера характерны отлогие и низкие заболоченные берега, в прибрежье — лес, болото, луга, в центре — ил, в литорали — песок, глина, заиленный песок, ил, а также песчано-глинистые нальи, сплавины.